# Jordânia
Jordânia este un oraș în Minas Gerais (MG), Brazilia.